# Delphine Lamothe
Pour les articles homonymes, voir Lamothe.
Delphine Lamothe est une joueuse internationale de rink hockey née le 17 novembre 1965. 

## Biographie
En 1991, elle participe à la première édition du championnat d'Europe. Au cours de cette compétition, elle ne marque aucun but.
Des joueuses sélectionnées avec elle, Sandrine Vitrac, Anne Sajoux, Zakia Hammoumi, Lisette Esteves, Gaëlle Cheysson, Sophie Seguineau, Laurence Grenier, Véronique Jean, Lætitia Philippon, aucune ne sera de nouveau sélectionnée.

## Palmarès
- 8e championnat d'Europe (1991)